# Центрально-юпикский язык

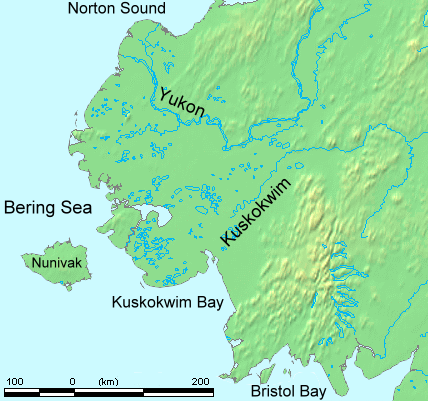

Аляскинский юпикский язык, также аляскинский юпик, центрально-юпикский язык, центрально-аляскинский юпик, центральный аляскинский юпик — язык эскимосско-алеутской семьи, распространённый среди народа чупик по западному побережью Аляски между долинами рек Кускоквим и Юкон и в районе Бристольского залива. 
Число носителей — около 10 тысяч человек. 
Центрально-юпикский язык взаимопонятен с языком алютик. Центрально-юпикский язык в течение длительного времени находился в тесном контакте с русским языком (XVIII—XX вв.), что оставило значительный след в лексике, ср. yassik «ящик», luskaq «ложка» и многие другие; всего в центрально-юпикском выделено более 200 русских заимствований.

## Генеалогическая и ареальная информация

### Генеалогическая информация
Вместе с четырьмя другими языками (языком алютик, чаплинским (центрально-сибирским) юпиком, науканским и ныне вымершим сиреникским) образует юпикскую или западно-эскимосскую группу эскимосской ветви эскимосско-алеутской языковой семьи.

### Распространение
Эскимосско-алеутские языки распространены в северной части Тихого океана, на Чукотке, Аляске, севере Канады и в Гренландии. Этот регион является частью обширной территории, простирающейся от Корейского полуострова и Японского архипелага до Калифорнии и с лингвистической точки зрения являющейся несколько ограниченной, поскольку она окружена широко распространёнными языковыми семьями в северо-восточной Азии и на северо-западе Северной Америки, но сама, как правило, характеризуется изолятами (такими как айнский, нивхский и юкагирский) и небольшими семьями, включающими лишь несколько ветвей или родственных языков (таких как чукотско-камчатская и эскимосско-алеутская семьи), за исключением нескольких представителей тунгусо-маньчжурских языков. Этот узкий пояс изолятов и небольших семей простирается через Берингов пролив и вниз вдоль северо-западного побережья Северной Америки, при этом распространение языков становится более плотным, а типологическое разнообразие увеличивается и достигает своего пика в Калифорнии.

## Социолингвистическая информация

### Функциональный статус, двуязычие
По данным отчёта ANLPAC в 2020 году, число владеющих центральным юпиком составляет около 10 000 человек. К 2010 году он считался самым жизнеспособным из языков коренного населения Аляски, имея наибольшее число носителей.
По шкале EGIDS, статус центрально-юпикского языка оценивается на уровень 6b (под угрозой); это означает, что он используется для общения лицом к лицу во всех поколениях, но число людей, владеющих им, снижается. Дети усваивают центральный юпик как родной в 17 деревнях из 68, где ещё проживают носители языка. 
Как одну из наиболее важных причин уменьшения сферы употребления центрально-юпикского языка и сокращения числа его носителей выделяют политику ассимиляции, проводимую американской образовательной системой: вплоть до 60-х годов XX века обучение на каком-либо ином языке, кроме английского, было незаконным. С введением двуязычного образования в 1970-х годах, однако, стало заметно ещё более резкое ухудшение положения языка: согласно заявлению Бюро по делам индейцев, которое и проводило эту политику, основной целью оставалось обеспечить возможность быстрого перехода с национальных языков на английский.
Многие носители центрально-юпикского языка, особенно более молодые, владеют английским и используют его для коммуникации, что проявляется во многих языковых чертах, например, на уровне лексики это использование заимствованных из английского выражений для описания времени.
	Среди других последствий сильного влияния английского на центральный юпик исследователи выделяют постепенное сокращение богатой системы демонстративов и системы косвенных выражений, используемой для проявления вежливости к собеседнику, и, кроме того, меньшую степень проявления синтетизма в морфологии, что ведёт к усилению культурного барьера между поколениями носителей.

### Диалекты
Юпик 
- Уналик-Пастулик юпикский (англ. Norton Sound Yup’ik). На нём говорят в Нортон-Саунд.
  - Уналикский говор. На нём говорят следующие группы: Unalirmiut, Atnegmiut, Kuuyuŋmiut, Eŋlutaleġmiut, Caxtulegmiut, Uŋallaqłiŋmiut, Tacirmiut.
  - Котликский говор. На нём говорит племя Pastulirmiut в Котлике (Qerrulliik).
- Юкон-Кускоквим юпикский (англ. General Central Yup’ik). На нём говорят следующие группы: Qerauranermiut, Kuigularmiut, Qip’ngayarmiut, Qaluyaarmiut, Marayaarmiut, Chnagmiut, Kuigpagmiut, Akulmiut, Caninermiut, Kusquqvagmiut (Unegkumiut, Kiatagmiut).
  - Говор Нижнего Кускоквима. Говорят в населённых пунктах Акиачак (Akiacuaq), Акиак (Akiaq), Атмаутлуак (Atmaulluaq), Бетел (Mamterilleq), Ик (Ekvicuaq), Гудньюс-Бей (Mamterat), Аппер-Калскаг (Qalqaq), Лоуэр-Калскаг (Qalqaq), Кипнук (Qipnek), Конгиганак (Kangirnaq), Куитлук (Kuiggluk), Куигиллингок (Kuigilnguq), Напакиак (Naparyarraq), Напаскиак (Napaskiaq), Нунапитчук (Nunapicuar), Оскарвилл (Kuiggayagaq), Платинум (Arviiq), Куинагак (Kuinerraq), Тулуксак (Tuulkessaaq) и Тунтутулиак (Tuntutuliaq).
  - Говор Бристольского залива. Говорят в населённых пунктах Алекнагик (Alaqnaqiq), Кларкс-Пойнт (Saguyaq), Диллингхем (Curyung), Экуок (Iquaq), Манокотак (Manuquutaq), Тогиак (Tuyuryaq) и Твин-Хиллс (Ingricuar).
  - Юконский, или нижний юконский говор. Говорят в населённых пунктах Алаканук (Alarneq), Эммонак (Imangaq), Холи-Кросс (Ingirraller), Маршалл (Masserculleq), Маунтин-Виллидж (Asaacaryaraq), Нунам-Икуа (Nunam Iqua), Пайлот-Стейшен (Tuutalgaq), Питкас-Пойнт (Negeqliim Painga), Рашен-Мишен (Iqugmiut), Сент-Мэрис (Negeqliq) и Скаммон-Бей (Marayaarmiut).
  - Говор Верхнего, или Среднего Кускоквима. Говорят в населённых пунктах Аниак (Anyaraq), Чуатбалук (Curarpalek), Крукед-Крик (Qipcarpak), Макграт (Tochak), Слитмьют (Cellitemiut) и Стоуни-Ривер.
  - Говор озера Илиамна. Говорят в Эгегик (Igyagiiq), Игьюгиг (Igyaraq), Илиамна (Illiamna), Коканок (Qarrʼunaq), Левелок (Liivlek), Накнек (Nakniq) и Саут-Накнек (Qinuyang).
  - Говор острова Нельсон и Стеббинс. Говорят в населённых пунктах Чефорнак (Cevvʼarneq), Ньюток (Niugtaq), Найтмьют (Negtemiut), Стеббинс (Tapraq), Токсук-Бей (Nunakauyaq) и Тунунак (Tununeq).
  - Говор реки Нушагак. Говорят в населённых пунктах Эквок (Iquaq), Колиганек (Qalirneq), Нью-Стуяхок (Cetuyaraq), Портедж-Крик.
- Эджегик юпикский† (англ. Egegik Yup’ik, Bristol Bay Yup’ik). Когда-то говорили в Эгегике (Igyagiiq).

 Чупик 
- Чевак-чупикский[англ.] (юп. Cup’ik (ед. ч.) Cupiik (двойств. ч.) Cupiit (мн. ч.), Cugtun (язык); англ. Cup’ik, Hooper Bay-Chevak Cup’ik.
  - Говор Хупер-Бей. Говорят в населённом пункте Хупер-Бей (Naparyaarmiut).
  - Говор Чевак. Говорят в населённом пункте Чевак (Cevʼaq).
- Нунивак-чупикский[англ.] (юп. Cup’ig (ед. ч.), Cupiik (двойств. ч.), Cupiit (мн. ч.), Nuniwarmiut, Cugtun (язык); англ. Cup’ig, Nunivak Cup’ig or Cup’ik. Говорят в населённом пункте Мекорьюк (Mikuryar).

Внутри центрально-юпикского выделяется два диалекта: диалект посёлка Хупер-Бей и Чевак и диалект острова Нунивак; последний имеет ряд отличий от собственно центрально-юпикского. Тем не менее, диалекты, в основном, взаимопонятны.
Есть свидетельства существования как минимум одного вымершего диалекта, который имел сходство с диалектом нунивак и был скудно задокументирован в Аглегмиуте [Miyaoka 2012: 1.2].

## Типологическая характеристика

### Тип (степень свободы) выражения грамматических значений
Центральный юпик относится к полисинтетическим языкам. Суффиксами выражаются грамматические отношения (например, падеж и лицо), категории глагола (время, модальность, отрицание), транскатегориальные операции (номинализация, вербализация) и др.
Пример — выражение модальных и временных значений при помощи глагольных аффиксов:
| (5) | quuyurni-    |
|     | улыбнуться   |
|     | «улыбнуться» |

| (6) | quuyurni-arte-        |
|     | улыбнуться-внезапно   |
|     | «внезапно улыбнуться» |

| (7) | quuyurni-arte-llruv     |
|     | улыбнуться-внезапно-PST |
|     | «внезапно улыбнулся»    |

| (8) | quuyurni-arte-llru-yaaqev         |
|     | улыбнуться-внезапно-PST-увы       |
|     | «к сожалению, внезапно улыбнулся» |

| (9) | quuyurni-arte-llru-yaaqe-lliniv        |
|     | улыбнуться-внезапно-PST-увы-явно       |
|     | «к сожалению, внезапно явно улыбнулся» |

Другой пример – вариант выражения принадлежности:
| (10) | qayar-pa-ngqer-tuq          |
|      | каяк-большой-иметь-IND.3SG. |
|      | «У него есть большой каяк»  |

### Характер границы между морфемами
Центрально-юпикский — агглютинативный язык. Морфемы внутри слова обладают механической связностью с более или менее прозрачными или чётко очерченными границами, однако в ограниченном числе случаев изменения на границах морфем могут привести к появлению фузии. Чаще всего это происходит в пределах флексий на конце слова — показателей падежа, лица, числа и/или наклонения.
Пример:
| (11) | angya-ge-m-ni        |
|      | лодка-DU.-1SG.-LOC   |
|      | «в двух моих лодках» |

| (12) | angya-a-ni        |
|      | лодка-3SG.SG.-LOC |
|      | «в его лодке»     |

| (13) | angya-m-ni            |
|      | лодка-1SG.SG./PL.-LOC |
|      | «в моей лодке/лодках» |

| (14) | angya-a            |
|      | лодка-ABS.3SG.3SG. |
|      | «его лодка»        |

### Локус маркирования в посессивной именной группе
В посессивной именной группе наблюдается двойное маркирование. Вершина может присоединять посессивный аффикс, указывающий на лицо и число обладателя, а посессор маркируется показателем релятива. При этом адъюнкт (посессор) обычно предшествует вершине.
Пример:
| (15) | elitnauriste-m | mikelngu-I         |
|      | учитель-REL.SG | ребёнок-ABS.3SG.PL |
|      | «дети учителя» |                    |

Некоторые классы существительных в обязательном порядке имеют аффиксы принадлежности. К таковым относятся:
1. названия частей тела
2. названия мест или части от целого
3. термины родства

### Локус маркирования в предикации
В предикации наблюдается двойное маркирование. Подлежащее маркируется показателем соответствующего падежа (абсолютива при непереходном глаголе и релятива, выполняющего функции эргатива, при переходном глаголе), глагольное сказуемое согласуется по лицу и числу с подлежащим или с подлежащим и прямым дополнением, если глагол переходный.
Пример:
| (16) | Elitnauriste-m        | assik-ai           | mikelngu-u-t      |
|      | учитель-REL.SG.       | любить-IND.3SG.3PL | ребёнок-EV-ABS.PL |
|      | «Учитель любит детей» |                    |                   |

### Тип ролевой кодировки
Эскимосские языки хорошо известны как эргативные, что проявляется и в грамматических чертах центрального юпика — в первую очередь, в выборе формы существительного (ИГ) в функции подлежащего и прямого дополнения. В согласовании глагола, однако, проявляются черты разных паттернов в зависимости от наклонения, а также лица и числа субъекта.

### Имя
- Именные группы, играющие роль субъекта при непереходном глаголе и объекта при переходном глаголе, маркируются показателями абсолютива;

- именные группы, выполняющие функцию субъекта при переходном глаголе, маркируются при помощи показателей релятива, который в этом языке выполняет функции эргатива.

Примеры:
| (17) | Arnaq             | tekit-uq.       |
|      | женщина.ABS.SG    | прибыть-IND.3SG |
|      | «Женщина прибыла» |                 |

| (18) | Arnaq                                              | assik-i-uq         | mikelngur-nek. |
|      | женщина.ABS.SG                                     | любить-APS-IND.3SG | ребёнок-ABM.PL |
|      | «Женщина любит детей» (конструкция с антипассивом) |                    |                |

| (19) | Mikelngu-ut          | arnaq          | assik-aat.         |
|      | ребёнок-REL.PL       | женщина.ABS.SG | любить-IND.3PL.3SG |
|      | «Дети любят женщину» |                |                    |

| (20) | Arna-m                | mikelngu-ut    | assik-ai.          |
|      | женщина-REL.SG        | ребёнок-REL.PL | любить-IND.3SG.3PL |
|      | «Женщина любит детей» |                |                    |

Сравните одноместные предикаты (пациентивный и агентивный):
| (21) | Mikelngu-ut       | aqui-gut.      |
|      | ребёнок-EV-ABS.PL | играть-IND.3PL |
|      | «Дети играют»     |                |

| (22) | U-na                  | qayaq       | mik'-uq.          |
|      | этот-EX.ABS.SG        | каяк.ABS.SG | маленький-IND.3SG |
|      | «Этот каяк маленький» |             |                   |

### Глагол
В зависимости от наклонения и лица подлежащего возможно следование либо эргативному паттерну, когда аффикс согласования непереходного глагола с его единственным аргументом тот же самый, что и в случае, если бы этот аргумент был дополнением переходного глагола, либо аккузативному паттерну, когда тот показатель согласования непереходного глагола с подлежащим совпадает с показателем согласования переходного глагола с подлежащим. Так, эргативный паттерн соблюдается в аппозитивном наклонении, в 1-м и 2-м лице единственного числа изъявительного наклонения, вопросительного наклонения, желательного наклонения и причастного наклонения, в 1-м лице двойственного числа и множественного числа изъявительного и причастного наклонений, а аккузативный — в коннективе.
Выделяются также случаи соблюдения нейтрального паттерна — например, при антипассивизации.
	Примеры соблюдения аккузативного паттерна в изъявительном наклонении в выборе показателя глагольного согласования, где аргумент находится в абсолютиве 3 л., ед. ч.:
| (23) | assik-a-n             | (ср.: angya-n)   |
|      | любить-LNK-IND2SG.3SG | лодка-ABS.2SG.SG |
|      | «Ты любишь его/это»   | «твоя лодка»     |

| (24) | assik-a-qa            | (ср.: angya-qa)  |
|      | любить-LNK-IND1SG.3SG | лодка-ABS.1SG.SG |
|      | «Я люблю его/её/это»  | «моя лодка»      |

### Базовый порядок слов
В центрально-юпикском языке отмечается отсутствие строгого порядка слов, которое поддерживается двойным маркированием, однако исключением из этого можно, например, считать случаи, когда и именная группа подлежащего, и именная группа дополнения стоят во множественном числе — в этом случае нет формального способа определить подлежащее и прямое дополнение, поскольку во всех числах, кроме единственного, формы релятива и абсолютива не различаются. В таких случаях наблюдается склонность к соблюдению порядка SOV (подлежащее—дополнение—глагол).
Примеры:
| (25) | Elitnauriste-t        | mikelngu-ut    | assik-ait          |
|      | учитель-REL.PL        | ребёнок-ABS.PL | любить-IND.3PL.3PL |
|      | «Учителя любят детей» |                |                    |

| (26) | Mikelngu-ut           | elitnauriste-t | assik-ait          |
|      | ребёнок-ABS.PL        | учитель-REL.PL | любить-IND.3PL.3PL |
|      | «Дети любят учителей» |                |                    |

## Языковые особенности

### Фонетика и фонология

#### Гласные
|                | гласные переднего ряда | гласные среднего ряда | гласные заднего ряда |
| -------------- | ---------------------- | --------------------- | -------------------- |
| верхний подъём | i                      | (ɨ)                   | u                    |
| нижний подъём  | a                      | a                     | a                    |

Любой из гласных может находиться под ударением.
Фонетически [ɨ] описывается как [ə]; этот звук, в отличие от остальных, не может соседствовать ни с каким гласным и не может удлиняться.
Гласные (кроме ə) могут удваиваться, сравните:
• /ata/ «позволь увидеть» и  /aáta/ «отец»
• /nɨγ͘li/ «может ли она поесть?» и /nɨγ͘lii/ «могу ли я поесть?»
• /yuk/ «человек» и /yuuk/ «два человека»

#### Согласные
|               | лабиальные | апикальные | апикальные | велярные | велярные |                  |
| смычные       | p          | t          | c          | k        | q        | невокализованные |
| фрикативные   | f          | ɬ          | s          | x        | x̣        |                  |
|               | v          | l          | z          | γ        | γ͘        | вокализованные   |
| аппроксиманты | w          |            | y          |          |          |                  |
| носовые       | m          | n          |            | ŋ        |          |                  |

Стандартная структура слога — (C)V(C). Из-за этого кластеры согласных (не более двух) возможны только в середине слова или на стыке слов. Исключение составляют слова с начальными кластерами sp, st, sk, sn, в большинстве своём это заимствования из русского языка (/stuuluq/ «стол», /spi(i)ckaq/ «спичка», /skuuluq/ «школа»).

### Морфология
Для морфологии центрального юпика характерны некоторые особенности, отличающие его от соседствующих языков других языковых семей:
1. отсутствует сложение основ как способ словообразования (яркое отличие эскимосско-алеутских языков от других языковых семей Северо-Тихоокеанского региона);
2. более редкое использование префиксации (по сравнению, например, с атабаскскими языками);
3. редок супплетивизм (например, ЦАЮ незнаком супплетивизм при образовании форм множественного числа: маркер множественного числа существительных, прилагательных и глаголов всегда выглядит как |+t|); исключений выделяется всего четыре, это аффиксы:

- показателя аппозитивного наклонения |+lu-|~|+na-|
- показателя ед. ч., 2 л. субъекта в оптативе |+n| ~ |+u| ~ |+a| ~ |+Ø| ~ |+γi|
- аффикса непереходного причастия |-lγ͘iaγ͘-|~|+ ŋuγ͘-|
- показателя сложного переходного каузатива |-vkaγ͘-| ~ |+cic|;

Присутствуют случаи, когда два самостоятельных слова, обладающих собственными флексиями, объединяются в одно слово (считаемое словом с точки зрения фонологии), при этом сохраняя свои флексии; это случаи текнонимии и использования «локативного глагола».
- «локативный глагол»

|  | angya-mnet-uq            |
|  | лодка-1SG.be.at-IND.3SG. |
|  | «Он в моей лодке»        |

- текнонимия (женская): Árnamárnaan «мать Арнак»;

Языку свойственно использование звукового символизма по крайней мере четырёх видов:
- интенсификация посредством геминации согласного;
- уменьшение интенсивности при помощи удвоения гласного: |+caγ͘-| «делать что-либо» против |+caa(γ͘a)γ͘-| «делать что-л. более медленно, терпеливо»;
- удвоение гласного на конце слова в вокативе: aana-a! «Мама!»;
- выражение удалённости в демонстративах при помощи гласного определённого подъёма: есть версия, что /i/ в корнях демонстративов может указывать на пространственную или временную близость референта к говорящему.

### Числительное
| Юконо-Кускоквимский юпик              | Хупер-Бейо-Чевакский чупик | Нунивакский чупик   | Числа         |
| atauciq                               | atauciq                    | ataucir             | 1             |
| malruk                                | malruk                     | malzrug             | 2             |
| pingayun                              | pingayun                   | pingayun            | 3             |
| cetaman                               | citaman                    | cetaman             | 4             |
| talliman                              | talliman                   | talliman            | 5             |
| arvinglegen / arvinelgen              | arvinelgen                 | arwinleg            | 6             |
| malrunlegen / malrunelgen             | malrunelgen                | malzrunleg          | 7             |
| pingayunlegen / pingayunelgen         | pingayunelgen              | pingayunleg         | 8             |
| qulngunritaraan                       | qulngunritaraq             | qulngunrita’ar      | 9             |
| qula / qulen                          | qula                       | qula                | 10            |
| qula atauciq                          | qula atauciq               | qula-ataucir        | 11            |
| qula malruk                           | qula malruk                | qula-malzrug        | 12            |
| qula pingayun                         | qula pingayun              | qula-pingayun       | 13            |
| akimiarunrita’ar                      | akimiarunritaraq           | akimiarunrita’ar    | 14            |
| akimiaq                               | akimiaq                    | akimiar             | 15            |
| akimiaq atauciq                       | akimiaq atauciq            | akimiar ataucir     | 16            |
| akimiaq malruk                        | akimiaq malruk             | akimiar malzrug     | 17            |
| akimiaq pingayun                      | akimiaq pingayun           | akimiar pingayun    | 18            |
| yuinaunrita’ar                        | cuinaunritaraq             | cuinaunrita’ar      | 19            |
| yuinaq                                | cuinaq                     | cuinar              | 20            |
| yuinaq qula / yuinaq qulen            | cuinaq qula                | cuinar-qula         | 30            |
| yuinaak malruk / malruk ipiaq (Yukon) | malruk ipiaq               | malzrug-ipiar       | 40            |
| yuinaak malruk qula                   | malruk ipiaq qula          | .                   | 50            |
| yuinaat pingayun / pingayun ipiaq     | pingayun ipiaq             | pingayun ipiar      | 60            |
| yuinaat pingayun qula                 | pingayun ipiaq qula        | .                   | 70            |
| yuinaat cetaman                       | citaman ipiaq              | cetaman-ipiar       | 80            |
| yuinaat cetaman qula                  | citaman ipiaq qula         | talliman ipiar qula | 90            |
| yuinaat talliman                      | talliman ipiaq             | talliman ipiar      | 100           |
| tiissitsaaq                           | tiititsaaq / tiissitsaaq   | tiisiss’ar          | 1.000         |
| qulen tiissitsaat                     | .                          | .                   | 10.000        |
| yuinaat talliman tiissitsaaq          | .                          | .                   | 100.000       |
| miilicaaq                             | .                          | .                   | 1.000.000     |
| tiissitsaaq miilicaaq                 | .                          | .                   | 1.000.000.000 |

### Лексика

#### Заимствования из русского языка

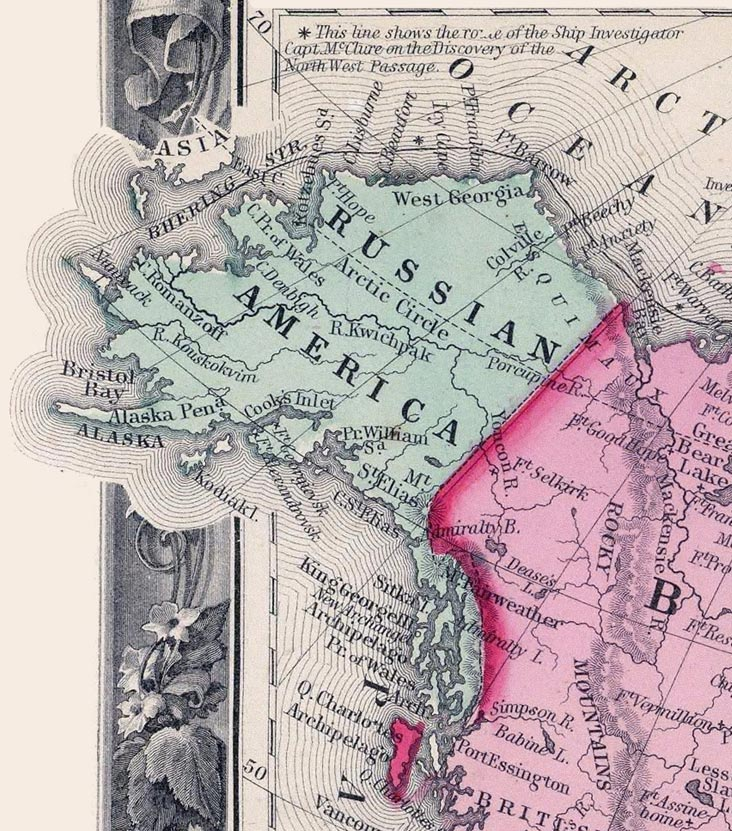
Русская Америка

- cainik < рус. «чайник»
- cukunak / cukunaq < рус. «чугунок»
- kaminiaq < рус. «камин»
- kelipaq < рус. «хлеб»
- kuskaq < рус. «кошка»
- luuskaaq < рус. «ложка»
- mass’laq < рус. «масло»
- missuuk < рус. «мешок»
- mulut’uuk < рус. «молоток»
- nuussiq < рус. «нож»
- paltuuk / pal’tuuk < рус. «пальто»
- puckaq < рус. «бочка»
- pucunaq < рус. «бочонок»
- putuskaq < рус. «подушка»
- saarralaq / caarralaq < рус. «сахар»
- saayuq / caayuq < рус. «чай»
- sap’akiq / cap’akiq < рус. «сапоги»
- saskaq / caskaq < рус. «чашка»
- slaaviq < рус. «ящик»
- spiickaaq < рус. «спичка»
- sulunaq / culunaq < рус. «солонина»
- tiissicsaaq < рус. «тысяча»
- yaassiik < рус. «ящик»

## Список сокращений
| ИГ   | именная группа                              |
| ЦАЮ  | центрально-аляскинский юпик                 |
| ABM  | аблатив-модалис                             |
| ABS  | абсолютив                                   |
| APS  | антипассив                                  |
| CNT  | continuous, длительное (действие/состояние) |
| DU   | двойственное число                          |
| IND  | индикатив (изъявительное наклонение)        |
| INT  | интеррогатив (вопросительное наклонение)    |
| LNK  | линкер, связывающий суффикс                 |
| LOC  | локатив (местный падеж)                     |
| NVrl | релятивизатор                               |
| PL   | множественное число                         |
| PRV  | приватив                                    |
| PST  | прошедшее время                             |
| REL  | релятив                                     |
| SG   | единственное число                          |